# Mammogenesi

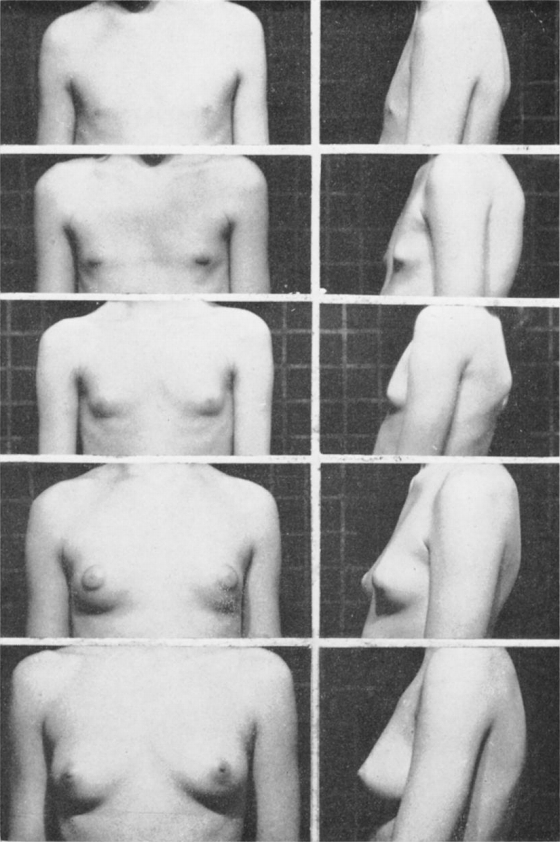
Diagramma che mostra le fasi dello sviluppo delle ghiandole mammarie

La mammogenesi è lo sviluppo somatico della mammella della sua capacità di produzione, questa fase ha inizio dal concepimento e dallo sviluppo dell'embrione. 
Lo sviluppo della ghiandola mammaria avviene sotto l'azione del progesterone e degli estrogeni; la presenza del progesterone inibisce il rilascio di prolattina nel sangue inviando feedback negativi all'ipofisi (non inibisce però la produzione), al momento del parto la quantità di progesterone cala drasticamente ha inizio la fase di lattazione che sancisce la fine della mammogenesi. 